# Wybory do Parlamentu Europejskiego na Cyprze w 2004 roku
Wybory do Parlamentu Europejskiego na Cyprze odbyły się 13 czerwca 2004 roku. Cypryjczycy wybierali 6 europarlamentarzystów. Wybory wygrała Koalicja Demokratyczna, druga była Postępowa Partia Ludzi Pracy.
Były to pierwsze w historii Cypru wybory do Parlamentu Europejskiego. Do wyborów stanęło 59 kandydatów reprezentujących partie polityczne, jak i kandydaci niezależni. Liczba osób mogących głosować wyniosła 483 311, z czego do urn poszło 350 387 obywateli, co dało frekwencję 72,50% głosów. Oddano 334 268 ważnych głosów (95,4%). Liczba lokali wyborczych wyniosła 1077 (Nikozja 416, Limassol 323, Famagusta 50, Larnaka 169, Pafos 119).

## Wyniki
| Nazwa partii                          | Głosy   | Procent | Mandaty | +/- |
| ------------------------------------- | ------- | ------- | ------- | --- |
| Koalicja Demokratyczna (DISY)         | 94 355  | 28,23%  | 2       | -   |
| AKEL - Lewica - Nowa Siła             | 93 212  | 27,89%  | 2       | -   |
| Partia Demokratyczna (DIKO)           | 57 121  | 17,09%  | 1       | -   |
| Do Europy                             | 36 112  | 10,80%  | 1       | -   |
| Ruch na rzecz Socjaldemokracji (EDEK) | 36 075  | 10,79%  | 0       | -   |
| EDI - KPE - Cypr Europejski           | 6 534   | 1,95%   | 0       | -   |
| Nowy Horyzont                         | 5 501   | 1,65%   | 0       | -   |
| Partia Zielonych                      | 2 872   | 0,86%   | 0       | -   |
| Ludowy Ruch Socjalistyczny            | 808     | 0,24%   | 0       | -   |
| Niezależni                            | 1 678   | 0,32%   | 0       | -   |
| Suma (frekwencja 72,5%)               | 334 268 | 100%    | 6       | -   |

### Kandydaci Niezależni
| Kandydat           | Głosy | Procent | Mandaty | +/- |
| ------------------ | ----- | ------- | ------- | --- |
| Mehmet Hassan      | 681   | 0,20%   | 0       | -   |
| Andreas Efstratiou | 424   | 0,13%   | 0       | -   |
| Costas Kyriacou    | 219   | 0,10%   | 0       | -   |
| Keti Evagorou      | 93    | 0,03%   | 0       | -   |
| Arto Malian        | 93    | 0,03%   | 0       | -   |
| Antonis Agapiou    | 51    | 0,02%   | 0       | -   |
| Andreas Ioannou    | 17    | 0,01%   | 0       | -   |
| Suma               | 1 678 | 0,32%   | 0       | -   |

## Cypryjscy eurodeputowani
- Adamos Adamou (AKEL)
- Panayiotis Demetriou (DISY)
- Ioannis Kasoulides (DISY)
- Marios Matsakis (DIKO)
- Yiannakis Matsis (Evroko)
- Kyriacos Triantaphyllides (AKEL)